# Cultura de Hong Kong
En Hong Kong existe una mezcla de cultura china y británica, esta fusión cultural constituye sin duda uno de sus mayores atractivos, esta mezcla fue causada a raíz de que Hong Kong fue colonia inglesa, situación que llegó a su fin en 1997 (su cultura es en pocas palabras Oriente se encuentra con Occidente). Sin duda Hong Kong es una de las ciudades más occidentalizadas del Lejano Oriente, que aún hoy conserva su sistema capitalista a pesar de formar parte de la República Popular China como Región Administrativa Especial.
En Hong Kong las compras se consideran como un atractivo turístico ya que en esa ciudad se puede encontrar literalmente de todo, contrastando marcadamente los numerosos mercados tradicionales chinos con las tiendas de lujo y los anuncios de neón propios de Nueva York o Tokio, sin duda y ante todo, es una ciudad de contrastes en cada esquina, celebrándose la ceremonia tradicional del té y el comercio de acciones desenfrenado en la sensible bolsa de Hong Kong en la misma ciudad, mientras en la acera de enfrente, en el mercado de Temple Street le adivinan a uno el futuro mediante el viejo método chino de las "líneas de la mano".
- Datos: Q836046
- Multimedia: Culture of Hong Kong / Q836046